# آسا گری
 آسا گری (انگلیسی: Asa Gray؛ ۱۸ نوامبر ۱۸۱۰ – ۳۰ ژانویهٔ ۱۸۸۸ (۷۷ سال)) یک دانشمند در زمینه گیاه‌شناسی اهل ایالات متحده آمریکا بود.